# Schärding
Schärding (in austro-bavarese Scharing) è un comune austriaco di 4 992 abitanti nel distretto di Schärding, in Alta Austria, del quale è capoluogo; ha lo status di città capoluogo di distretto (Bezirkshauptstadt).

## Geografia fisica
Ha un'area di 3,96 km² e sorge a 313 m s.l.m.; si trova al confine con la Germania, dalla quale è separata dal fiume Inn.

## Economia
L'economia cittadina si basa su piccole e medie imprese; dal 2009 il settore dell'artigianato supera leggermente quello dell'industria. La disoccupazione è al 5,3% (2011) ed è tenuta bassa anche dal pendolarismo.

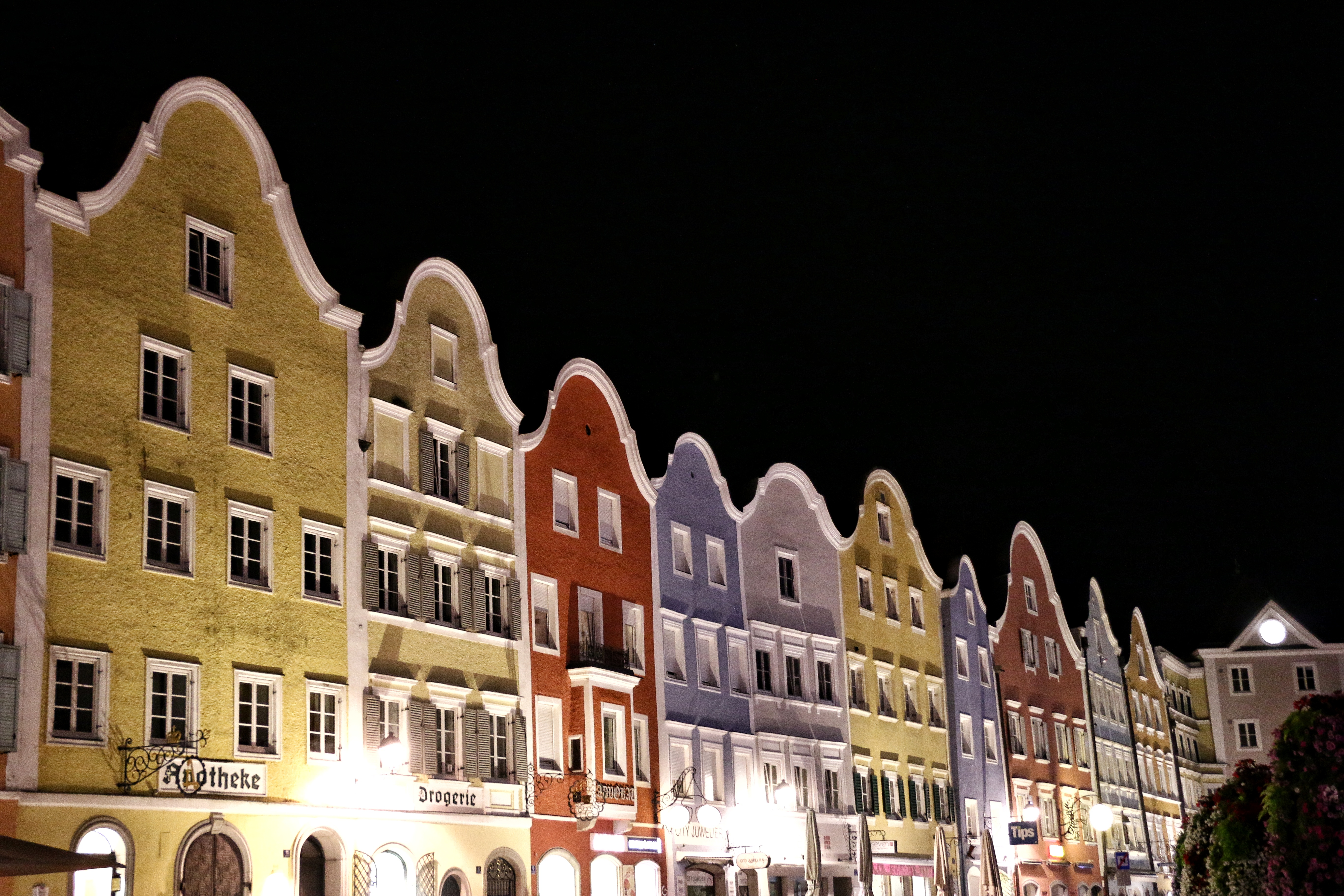
Caratteristiche case barocche che si affacciano sulla Silberzeile, Piazza della Città Alta